# Jelena Jakowlewna Solowei
Jelena Jakowlewna Solowei (russisch Елена Яковлевна Соловей; * 24. Februar 1947 in Neustrelitz in der sowjetischen Besatzungszone in Deutschland) ist eine sowjetische, russische und amerikanische Film- und Theaterschauspielerin. Preisträgerin der Filmfestspiele von Cannes 1981 in der Kategorie „Beste Schauspielerin in einer Nebenrolle“ im Film „Fakt“ (1980). Volkskünstler der RSFSR (1990).

## Leben
Solowei wurde am 24. Februar 1947 in Neustrelitz (Sowjetische Besatzungszone Deutschlands) geboren. Ihr Vater war ein Offizier der Sowjetarmee, ihre Mutter arbeitete als Krankenschwester im Militärkrankenhaus. Solowei absolvierte 1970 das Gerassimow-Institut für Kinematographie (Werkstatt von Boris Babotschkin). Seit 1971 wirkte sie als Schauspielerin des Filmstudios «Lenfilm». Seit 1983 war Solowei Schauspielerin des Lensowjet-Theater in (Leningrad).
Solowei debütierte 1967 als Schauspielerin in dem Kurzfilm von Rustam Chamdamow und Irina Kisseljowa, „W gorach mojo serdze“. Sie hat mehr als siebzig Rollen in Filmen und Fernsehserien gespielt. Die größte Popularität und Anerkennung der Schauspielerin brachten ihr die Hauptrollen in den Filmen des Regisseurs Nikita Michalkow. Sie hat an der Synchronisation ausländischer Filme mitgearbeitet. Solowei war eine der führenden und beliebten Schauspielerinnen des sowjetischen Kinos der 70er-80er Jahre, mit ihren Rollen im Kino und Theater verkörperte sie Weiblichkeit, Anmut und Charme.
Am 29. August 1991 emigrierte Solowei mit ihrer Familie in die USA. Sie lehrte hier Schauspielkunst, trat auf einer semiprofessionellen Bühne am Brighton Beach, arbeitete für ein russischsprachiges Radio in New Jersey, wo sie die Sendung «Kulissen» leitete. Solowei schuf das Kreativstudio „Etüde“ für Kinder aus russischsprachigen Familien. Sie nahm regelmäßig an Theaterproduktionen im Leonid-Varpakhovsky-Theater in Kanada teil. In den USA spielte sie in episodischen Rollen in Filmen und TV-Serien, darunter „Die Sopranos“.

## Filmografie (Auswahl)
- W gorach mojo serdze (1967, Kurzfilm) - Tochter des Bäckermeisters Kozak
- Der Hirschkönig (1969) - Klaritsche
- Die sieben Bräute von Efreiter Zbruev (1970) - Rimma (vierte Braut, Krankenschwester)
- Drama aus dem alten Leben (1971) - Ljuba, leibeigene Schauspielerin
- Netschajannyje radosti (1972 - 1974) - Wera Nikolajewna
- Kinder von Vanyushin (1973) - Lenochka, Wanjuschas Nichte
- Unter dem Steinhimmel (1974) - Übersetzerin
- Sklavin der Liebe (1975) - Olga Nikolajewna Wosnessenskaja, Stummfilmschauspielerin
- Tagebuch des Schulleiters (1975) - Tatjana Georgijewna, Englischlehrerin
- Ein unvollendetes Stück für ein mechanisches Klavier (1977) - Sofja Jegorowna Woinizewa
- Lustige Leute! (1977) - Pierre's Frau
- Offenes Buch (1977) - Glafira Sergejewna, Frau von Dmitri Lwow, dann Kramows Frau
- Ein paar Tage aus dem Leben von I. I. Oblomov (1979) - Olga
- Die Frau ist gegangen (1979) - Wera Kljujewa, die Frau von „Tschanita“
- Der Selbstmörderklub oder Abenteuer einer titulierten Person (1979) - Lady Wendeler
- Licht im Fenster (1980) - Natascha
- Sie haben nie davon geträumt… (1980) - Tatjana Nikolajewna Kolzowaа, ehemalige Theaterschauspielerin, heute Literaturlehrerin
- Fakt (1980) - Schwester Tekle, Preis der Filmfestspiele von Cannes 1981 in der Kategorie „Beste Schauspielerin in einer Nebenrolle“
- Vielen Dank an alle! (1981) - Schenja, die Ex-Frau von Dmitri
- Tolles Geld (auch: Verrücktes Geld) (1981) - Nadeschda Antonowna Tscheboksarowa
- Dorfgeschichte (1981) - Darja Seliwanowa, Fährfrau
- Sucht nach einer Frau (1982) - Madame Klara Rosche
- Die Schlucht (1983) - Polina Karpowna Krizkaja
- Bis der Schnee fiel… (1984, Fernsehfilm) - Nina
- Ohne Familie (1984) - Mrs. Milligan
- Blondine um die Ecke (1984) - Regina
- Vorabend (1985) - Stachowa
- Sofja Kowalewskaja  (1985) - Anna Korwin-Krukowskaja
- Eine einsame Frau möchte kennenlernen (1986) - Gerra Nikititschna, Klavas Nachbarin
- Das Leben des Klim Samgin (1986, Fernsehserie) - Wera Petrowna Samgina, Klims Mutter
- Einmal gelogen… (1987) - Irina, Ehefrau von Alexander
- Freund (1987) - Dame mit dem Hund namens Jerry
- Töchterchen (1987) - Olga Makarowna Ipatova
- Silberne Saiten (1987) - Sophia Michailowna Andreeva
- Künstlerin aus Gribov (1988) - Inna
- Der vierzigste Tag (1988) - Natascha
- Anna Karamazoff (1991) - Elena, der Star des Stummfilms
- Chraniteli (1991, Fernsehspiel) - Galadriel
- P. M. G. (2000, Fernsehserie, Russland, USA) - Nadja
- Helden der Nacht (2007, USA) - Kalina Buschajewa
- Die Sopranos (1999 - 2007, Fernsehserie, USA) - Branka Labinske, Pflegerin von Corrado Soprano
- The Immigrant (2013, USA) - Rosie Hertz
- Die versunkene Stadt Z (2016, USA) - Madame Kumel